# Fire Emblem Echoes: Shadows of Valentia
Fire Emblem Echoes: Shadows of Valentia (ファイアーエムブレム エコーズ もうひとりの英雄王, Faiā Emuburemu Ekōzu: Mō Hitori no Eiyū-ō) é um RPG eletrônico de estratégia desenvolvido pela Intelligent Systems e publicado pela Nintendo para o Nintendo 3DS. O jogo é uma recriação de Fire Emblem Gaiden, jogo de 1992 para o Family Computer, o segundo jogo da série Fire Emblem.

## Desenvolvimento e lançamento
Fire Emblem Echoes: Shadows of Valentia é uma recriação completa de Fire Emblem Gaiden, o qual nunca chegou a ser lançado no Ocidente.
 Todos os personagens foram redesenhados pelo ilustrador japonês Hidari. A dublagem e as cutscenes de anime foram realizados pelo estúdio Khara.
O jogo foi anunciado em janeiro de 2017 durante um Nintendo Direct dedicado a série. Foi lançado em 20 de abril no Japão e em 19 de maio na Europa e na América do Norte.